# Jules Boucher
Jules Eugène Boucher (28 de febrero de 1902-9 de junio de 1955) fue un escritor, ocultista, alquimista, masón y gran maestre francés. Su libro La Symbolique maçonnique es utilizado como un manual entre los masones franceses.
Boucher publicó varios artículos sobre alquimia y masonería en las revistas Le symbolisme, Initiation et science y Votre Bonheur (conocida como Consolation entre 1935 y 1936). En esta última revista editaba bajo el seudónimo J.B.

## Biografía
Boucher fue empleado en Rhône-Poulenc (productor francés de químicos). A los 41 años se inició en la masonería, es decir, durante la ocupación alemana. Fue iniciado en 1943 en la logia clandestina "L'arche d'alliance" (El arca del pacto) de la Gran Logia de Francia en el oriente de París y fue miembro de varias logias de esta obediencia.
Ocultista del siglo XX, mago y teúrgo, forma parte de los autores del movimiento ocultista y simbolista de la francmasonería. Su obra "La symbolique maçonnique" (El simbolismo masónico), publicada por primera vez en 1948, tuvo un gran éxito en este tipo de logias. Fue discípulo del alquimista Fulcanelli, y fundador en 1948 de la Orden Martinista Rectificada.
En 1951, sufrió un grave infarto que lo mantuvo alejado de todos durante los últimos cuatro años de su vida. Descansa en el cementerio parisino de Ivry.

## Obras
- Manual de Magia Práctica, Editions Niclaus, París, 1941.
- Simbolismo masónico (La symbolique maçonnique), Dervy, 1948, ISSN 0397-3042, edición 1979.
- Alquimia y misticismo (Alchimie et mystique) (1950).
- El patio de los gentiles (Le Parvis des gentils) (1953).
- Los Altos Grados Masónicos y el Camino a la Perfección (Les Hauts Grades Maçonniques et le Chemin de la Perfection) (1954).
- La ciencia de los símbolos (La Science des symboles) (1955).